# Adolfo Alejandro Nouel

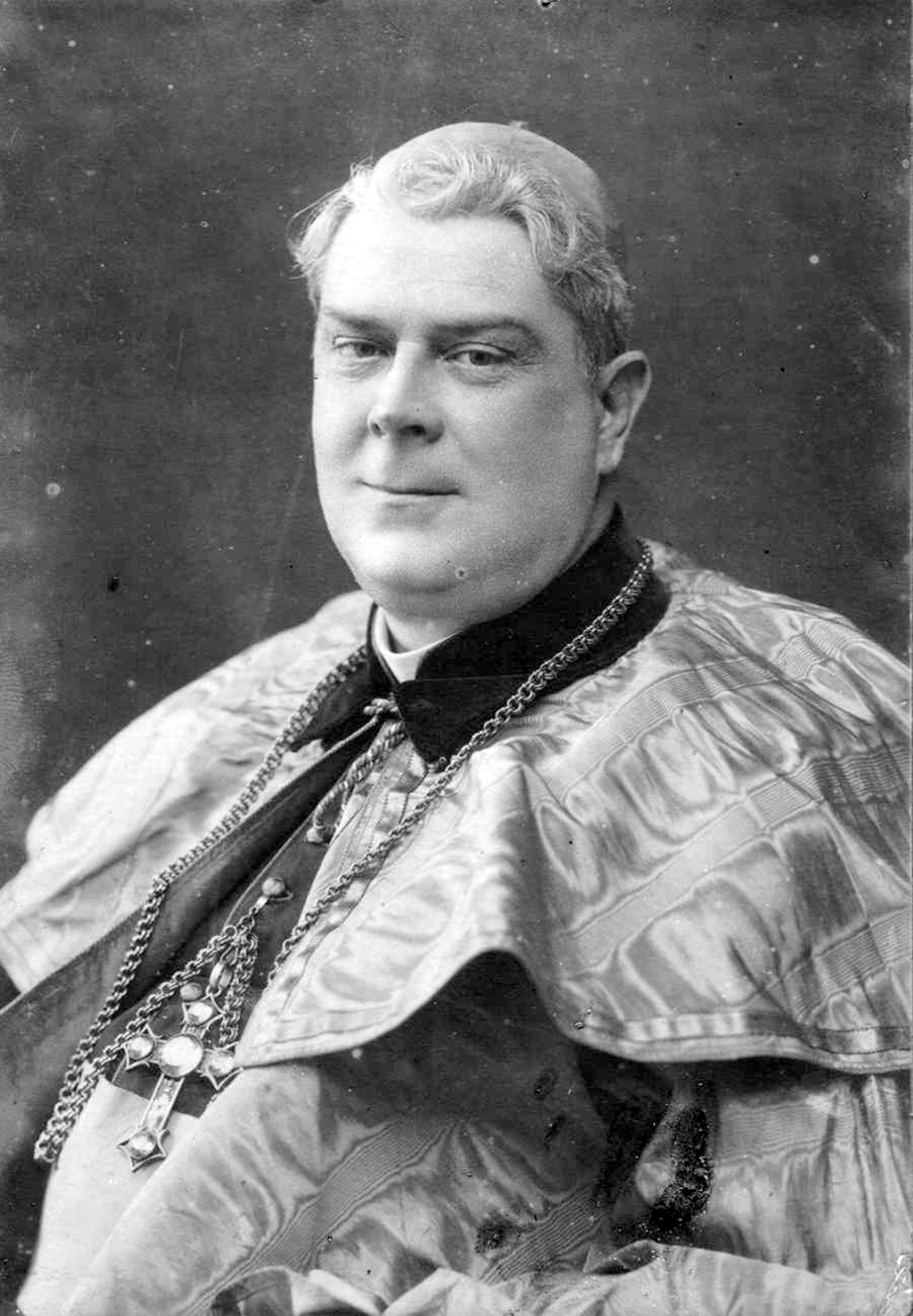
Adolfo Alejandro Nouel

Adolfo Alejandro Nouel Bobadilla (* 12. Dezember 1862 in Santo Domingo; † 26. Juni 1937 ebenda) war ein dominikanischer Geistlicher, Politiker, Präsident der Dominikanischen Republik und Erzbischof von Santo Domingo.

## Biografie

### Aufstieg zum Erzbischof von Santo Domingo
Nach dem Schulbesuch absolvierte er zunächst eine Ausbildung am Studienkolleg (Colegio de El Estudio) sowie am Priesterseminar von Santo Domingo, dem ein Studium der Philosophie, katholischen Theologie und des Kanonischen Rechts an der Päpstlichen Universität Gregoriana (Pontificia Universitas Gregoriana) in Rom folgte, das er bereits 1883 mit einem Doktortitel in Philosophie sowie Lizenziaten in katholischer Theologie und kanonischem Recht abschloss. In Santo Domingo war er Schüler des früheren Präsidenten, Monsignore Fernando Arturo de Meriño. Darüber hinaus absolvierte er ein mehrjähriges Studium in Rom und wohnte in dieser Zeit im Päpstlichen lateinamerikanischen Kolleg (Pontificio Colegio Pío Latino Americano).
Nachdem Merino 1885 in Rom zum Erzbischof von Santo Domingo berufen worden war, kehrte er mit diesem in sein Heimatland zurück, wo am 19. Dezember 1885 die Priesterweihe empfing. 1888 wurde er zunächst Priester in San Juan und dann 1890 an der Kathedrale von Santo Domingo. Zugleich war er Vizekanzler des dortigen Priesterseminars Thomas von Aquin, wo er Dozent für Philosophie, Lateinische Sprache und Theologie war. In späteren Jahren war er Gemeindepriester von Santa Bárbara de Samaná, Santa Cruz del El Seibo sowie San Juan de la Maguana. Zuletzt war er Gemeindepriester von Concepción de la Vega, wo er aufgrund seines Einsatzes für den Bau einer Kirche zum Ehrenbürger ernannt wurde.
Daneben begann er 1903 eine politische Laufbahn als Abgeordneter des Nationalkongresses, wo er die Interessen der Provinz La Vega vertrat. Noch im gleichen Jahr reiste er nach Rom, wo er am 11. Oktober 1904 zum Titularerzbischof von Methymna und Koadjutorbischof von Santo Domingo ernannt wurde. Drei Tage später spendete ihm Kardinalstaatssekretär Rafael Merry del Val die Bischofsweihe; Mitkonsekratoren waren der Bischof von Belém do Pará, Francisco do Rêgo Maia, und der Bischof von Larino, Bernardino di Milia OFMCap.
Nach dem Tode von Fernando Arturo de Merino wurde er am 20. August 1906 dessen Nachfolger als Erzbischof von Santo Domingo.

### Präsident 1912 bis 1913
Nach dem Sturz von Eladio Victoria wurde er am 30. November 1912 durch ein Dekret des Nationalkongresses (Congreso Nacional) zum Präsidenten der Dominikanischen Republik ernannt. Hintergrund war, dass aufgrund der seit Jahren andauernden Spannungen, insbesondere der unterschiedlichen Lager wie Horacista (Anhänger von Horacio Vásquez) und Jiminista (Parteigänger von Juan Isidro Jiménez) eine neutrale Person im Amt des Präsidenten als notwendig erachtet wurde, die Vertrauen und Respekt genoss und den Frieden stabilisieren konnte. Nachdem es ihm gelang, einen einigermaßen dauerhaften inneren Friedensprozess durchzuführen, trat er am 1. März 1913 zurück und übergab das Amt des Präsidenten am 13. April 1913 an José Bordas Valdez. Während seiner kurzen Amtszeit hatte er insbesondere die Unterstützung der USA, die ihm wirtschaftliche, aber auch militärische Hilfe anboten, die er aufgrund des am 3. Mai 1907 von Ramón Cáceres abgeschlossenen Dominikanisch-Amerikanischen Vertrages annahm. Dies führte auch dazu, dass die US-Regierung einen weiteren Kredit von 1,5 Millionen US-Dollar bewilligte, um die seit sechs Monaten unbezahlten Regierungsangestellten zu entlohnen.
Nach seinem Rücktritt widmete er sich wiederum seiner theologischen Arbeit als Erzbischof von Santo Domingo. Darüber hinaus erfolgte am 3. Oktober 1913 seine Ernennung zum Apostolischen Delegaten in Kuba. Dieses Amt hatte er bis 1915 inne.
Eines seiner literarischen Hauptwerke, die jedoch weitestgehend unveröffentlicht sind, ist die Geschichte der Erzdiözese Santo Domingo (Historia Eclesiastica de la Arquidiocesis de Santo Domingo). 1920 verfasste er einen Protestbrief an den US-Botschafter in Santo Domingo, Russell, nach der Besetzung der Dominikanischen Republik durch die USA wegen der brutalen Methoden der US-amerikanischen Besatzungsmacht. Darin hieß es:
„Es ist wahr, dass das dominikanische Volk in seiner politischen Unruhe mehr als einmal ungerechtfertigte Verfolgung, Verletzungen von Individualrechten, zahllose Hinrichtungen etc. gesehen hat. Dennoch hat es niemals etwas gewusst von Chinesischer Wasserfolter, Verbrennen von Frauen und Kindern, Seilfesselungen, dem Nachjagen nach Männern in der Savanne als wären sie wilde Tiere, und dem Nachziehen eines siebzigjährigen Mannes am Schwanz eines Pferdes am helllichten Tage in der Hauptstraße von Hato Mayor.“
Am 11. Oktober 1935 trat er als Erzbischof von Santo Domingo zurück und wurde bis zu seinem Tode zum Titularerzbischof von Sergiopolis ernannt. Nachfolger als Erzbischof wurde Ricardo Pittini.
Zu seinen Ehren wurde 1992 ein Teil der Provinz La Vega abgetrennt und unter dem Namen Monseñor Nouel zur eigenständigen Provinz erklärt.